# Lijst van voetbalinterlands Anguilla - Bahama's
Deze lijst van voetbalinterlands is een overzicht van alle officiële voetbalwedstrijden tussen de nationale teams van Anguilla en de Bahama's. De landen speelden tot op heden drie keer tegen elkaar. De eerste ontmoeting was een kwalificatiewedstrijd voor het Wereldkampioenschap voetbal 2002 op 5 maart 2000 in The Valley. Het laatste duel, een kwalificatiewedstrijd voor de CONCACAF Nations League 2019/20, werd gespeeld op 18 november 2018 in Nassau.

## Wedstrijden
| № | Plaats     | Datum            | Competitie                                   | Wedstrijd           | Uitslag |
| - | ---------- | ---------------- | -------------------------------------------- | ------------------- | ------- |
| 1 | The Valley | 5 maart 2000     | WK 2002 kwalificatie                         | Anguilla − Bahama's | 1 − 3   |
| 2 | Nassau     | 19 maart 2000    | WK 2002 kwalificatie                         | Bahama's − Anguilla | 2 − 1   |
| 3 | Nassau     | 18 november 2018 | CONCACAF Nations League 2019/20 kwalificatie | Bahama's − Anguilla | 1 − 1   |

## Samenvatting
| Competitie                           | Totaal gespeeld | Winst Anguilla | Gelijk | Winst Bahama's | Doelsaldo Anguilla – Bahama's |
| ------------------------------------ | --------------- | -------------- | ------ | -------------- | ----------------------------- |
| WK-kwalificatie                      | 2               | 0              | 0      | 2              | 2 − 5                         |
| CONCACAF Nations League-kwalificatie | 1               | 0              | 1      | 0              | 1 − 1                         |
| Totaal                               | 3               | 0              | 1      | 2              | 3 − 6                         |

Wedstrijden bepaald door strafschoppen worden, in lijn met de FIFA, als een gelijkspel gerekend.
AFA · Anguillaans vrouwenelftal
1991 - 1999 · 
2000 – 2009 · 
2010 – 2019 ·
2020 − 2029
Amerikaanse Maagdeneilanden ·
Antigua en Barbuda ·
Bahama's · 
Barbados · 
Belize ·
Britse Maagdeneilanden · 
Dominica · 
Dominicaanse Republiek · 
El Salvador · 
Grenada · 
Guatemala ·
Guyana · 
Kaaimaneilanden · 
Montserrat ·
Nicaragua ·
Panama ·
Puerto Rico · 
Saint Kitts en Nevis · 
Saint Lucia ·
Saint Vincent en de Grenadines ·
Suriname ·
Trinidad en Tobago ·
Turks- en Caicoseilanden
BFA · A-internationals · Bondscoaches · Statistieken · Bahamaans vrouwenelftal
1970 – 1979 ·
1980 – 1989 ·
1990 – 1999 ·
2000 – 2009 ·
2010 – 2019 ·
2020 − 2029
1970 · 
1971 · 
1972 · 
1973 · 
1974 · 
1975 · 
1976 · 
1977 · 
1978 · 
1979 · 
1980 · 
1981 · 
1982 · 
1983 · 
1984 · 
1985 · 
1986 · 
1987 · 
1988 · 
1989 · 
1990 · 
1991 · 
1992 · 
1993 · 
1994 · 
1995 · 
1996 · 
1997 · 
1998 · 
1999 · 
2000 · 
2001 · 
2002 · 
2003 · 
2004 · 
2005 · 
2006 · 
2007 · 
2008 · 
2009 · 
2010 · 
2011 · 
2012 · 
2013 ·
2014 · 
2015 ·
2016 ·
2017
2018 ·
2019 ·
2020 ·
2021 ·
2022 ·
2023 ·
2024
Amerikaanse Maagdeneilanden ·
Anguilla ·
Antigua en Barbuda ·
Barbados ·
Belize ·
Bermuda ·
Bonaire ·
Britse Maagdeneilanden ·
Cuba ·
Dominica ·
Dominicaanse Republiek ·
Guyana ·
Haïti ·
Jamaica ·
Kaaimaneilanden ·
Nederlandse Antillen ·
Nicaragua ·
Panama ·
Puerto Rico ·
Saint Kitts en Nevis ·
Saint Vincent en de Grenadines ·
Trinidad en Tobago ·
Turks- en Caicoseilanden ·
Venezuela